# Полёвка Гаппера
Полёвка Гаппера (лат. Myodes gapperi) — небольшая стройная полевка, обитающая в Канаде и на севере США. Он близка к калифорнийской рыжей полевке (Myodes californius), которая обитает к югу и западу от ареала этого вида и имеет тусклую окраску и менее резко двухцветный хвост.

## Описание

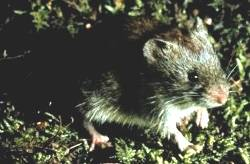
Мордочка и бока тела у полёвок Гаппера серые.

У этих полёвок короткие стройные тела с красноватой полосой на спине и относительно короткий хвост. Бока тела и головы серые, низ более бледный. Волосы на брюшке иногда имеют беловатые кончики, что придает шерсти серебристый оттенок. В северо-восточной части их ареала есть морфа серого цвета. Летний мех темнее зимнего. Хвост двухцветный, с черно-коричневой верхней и беловатой нижней стороной и тонкой шерстью.
Общая длина животных составляла от 116 до 172 миллиметров, а длина хвоста составляла от 30 до 50 миллиметров и весят около до 42 г; в среднем 20,6 г.

### Сходные виды
Красная полевка (Myodes rutilus) отличается от полёвки Гаппера густо оволосённым хвостом. Ареалы этого вида и полёвки Гаппера в Северной Америке строго парапатричны, то есть проблема их определения возникает лишь в узкой зоне стыка ареалов этих видов (на крайнем юге штата Аляска, на севере Британской Колумбии и в Северо-западных территориях и Нунавуте от Маккензи до Гудзонова залива примерно на широте Большого Невольничьего озера). Очень похожая на полёвку Гаппера рыжая полевка (Myodes glareolus) не встречается в Северной Америке. Калифорнийская рыжая полёвка (Myodes californicus) отличается преимущественно седой шерстью, их ареалы фактически не перекрываются, а лишь контактируют на крайнем западе штата Вашингтон и провинции Британская Колумбия.

## Ареал и места обитания
Североамериканские рыжие полевки широко распространены на юге и юго-востоке Канады и на севере США. Самые южные выступы ареала достигают Нью-Мексико, Аризоны и северной Джорджии. Они предпочитают жить в хвойных, лиственных и смешанных лесах с обилием древесных отходов, гниющих стволов и обнаженных корней. Они также встречаются в поросших сосной болотах, тундрах, в кустарниковых сообществах, на горных хребтах и в ландшафтах прерий. Вид делится на множество подвидов и классифицируется Всемирной организацией охраны природы (МСОП) как «вызывающий наименьшее беспокойство».

## Образ жизни
Полёвки Гаппера активны круглый год и ведут преимущественно ночной образ жизни. Они используют норы, созданные другими мелкими животными, такими как белки и сурки. Зимой они роют туннели в снежном покрове.
Их гнёзда простые, в основном сферические, выстланы травой, мхом и сухими листьями.
Полёвки Гаппера — всеядные животные, которые корректируют свой рацион в зависимости от сезона и наличия. Поэтому они употребляют в пищу зеленые растения, орехи, семена, ягоды, фрукты, мох, лишайники, папоротники, грибы, корни, кору, а также членистоногих (Arthropoda) и наземных моллюсков (Gastropoda). Они запасают корни, луковицы и орехи для последующего использования.

## Размножение
У самок полевок рождается от двух до четырех помётов в год. Сезон размножения длится около семи месяцев с конца зимы до осени. Самка рожает от двух до восьми детенышей, которые рождаются после периода беременности от 17 до 19 дней. Они становятся половозрелыми через два-четыре месяца.

## Смертность
Североамериканской рыжей полевкой питается  множество хищников. В Миннесоте наиважнейший хищник — горностай (Mustela erminea), а в Альберте — ширококрылый канюк (Buteo platypterus).